# Lijst van rijksmonumenten in Schagerbrug
De plaats Schagerbrug telt 9 inschrijvingen in het rijksmonumentenregister. Hieronder een overzicht.
| Object | Oorspronkelijke functie?  | Bouwjaar  | Architect      | Locatie             | Coördinaten?                  | Nr.?   | Afbeelding        |
| --- | ------------------------- | --------- | -------------- | ------------------- | ----------------------------- | ------ | ----------------- |
| Zijpe Molen D | Industrie- en poldermolen | 1840      |                | Grote Sloot 414     | 52° 48' 34" NB, 4° 46' 33" OL | 41928  | Meer afbeeldingen |
| Landelijke woning zonder verdieping onder zadeldak tussen topgevels. Ingang in het midden; smalle vensters in de zijgevels. Toegangshek | Woonhuis                  | 19e eeuw  |                | Grote Sloot 367     | 52° 48' 11" NB, 4° 45' 38" OL | 41929  | Meer afbeeldingen |
| Molen O-N (of Ooster-N) | Industrie- en poldermolen | 1740      |                | Ruigeweg bij 101    | 52° 48' 2" NB, 4° 43' 17" OL  | 41930  | Meer afbeeldingen |
| Huize van Strijen, vrijstaand weeshuis                                                                                                  | Sociale zorg, liefdadigh. | 1896-1897 | K. Bakker Dzn. | Grote Sloot 252     | 52° 47' 36" NB, 4° 44' 27" OL | 509993 | Meer afbeeldingen |
| Huize van Strijen: houten toegangshek                                                                                                   | Erfscheiding              | 1900      |                | Grote Sloot bij 252 | 52° 47' 36" NB, 4° 44' 27" OL | 509994 | Upload foto       |
| Huize van Strijen: toegangspartij bestaande uit twee hekpijlers en een toegangshek, bevindt zich aan de westzijde voor het weeshuis     | Erfscheiding              | 1896      |                | Grote Sloot bij 252 | 52° 47' 36" NB, 4° 44' 27" OL | 510002 | Meer afbeeldingen |
| Huize van Strijen: stolpboerderij "Uit den Haak"                                                                                        | Boerderij                 | 1898-1899 |                | Grote Sloot 254     | 52° 47' 38" NB, 4° 44' 30" OL | 510003 | Meer afbeeldingen |
| Huize van Strijen: voormalige arbeiderswoning                                                                                           | Woonhuis                  | ca. 1910  |                | Grote Sloot 256     | 52° 47' 38" NB, 4° 44' 30" OL | 510004 | Meer afbeeldingen |
| Voormalig raadhuis | Bestuursgebouw en onderdl | 1908      |                | Grote Sloot 336     | 52° 48' 5" NB, 4° 45' 29" OL  | 510005 | Meer afbeeldingen |